# Tichwin
Tichwin (russisch Тихвин, finnisch Tihvinä) ist eine Stadt mit 53.932 Einwohnern (Stand 1. Januar 2024) in Russland. Sie liegt an der Fernstraße A114, rund 216 km östlich von Sankt Petersburg, und gehört zur Leningrader Oblast. Der Sjas-Nebenfluss Tichwinka fließt an Tichwin vorbei. Dieser ist Teil des Tichwiner Kanalsystems. Östlich von Tichwin verläuft der Tichwiner Höhenzug, ein Abschnitt der Waldaihöhen.

## Geschichte
Tichwin wurde 1383 erstmals erwähnt und besitzt seit 1773 die Stadtrechte.
International bekannt ist Tichwin wegen des 1844 dort geborenen Komponisten Nikolai Andrejewitsch Rimski-Korsakow und der Tichwiner Gottesmutter-Ikone. Der Legende nach wurde die Ikone noch zu Lebzeiten Marias von Lukas gemalt.
Im Zweiten Weltkrieg wurde die Stadt im November 1941 in der Schlacht um Tichwin von Truppen der deutschen Heeresgruppe Nord erobert, musste jedoch nach einem Monat wieder geräumt werden, da die sowjetischen Gegenangriffe zu stark waren. Tichwin markierte den weitesten Vorstoß der Heeresgruppe Nord im Verlauf des gesamten Krieges. Nach dem Fall von Tichwin bat der damalige Oberbefehlshaber der Heeresgruppe Nord, Generalfeldmarschall Wilhelm Ritter von Leeb um seine Ablösung. Er war mit dem neuen Oberbefehlshaber des Heeres Adolf Hitler in Streit über die Strategie geraten: Hitler wollte die Front ohne Rücksicht auf Verluste halten, Leeb die Abwehr beweglich und mit größtmöglicher Schonung der eigenen Truppen führen. Der dort als Bataillonsarzt eingesetzte Tübinger Arzt und Maler Georg Alfred Stockburger hat lebenslang die im Kontext der Eroberung und des Verlustes der Stadt Tichwin begangenen Kriegsverbrechen an der russischen Zivilbevölkerung und ihr Leiden künstlerisch verarbeitet.

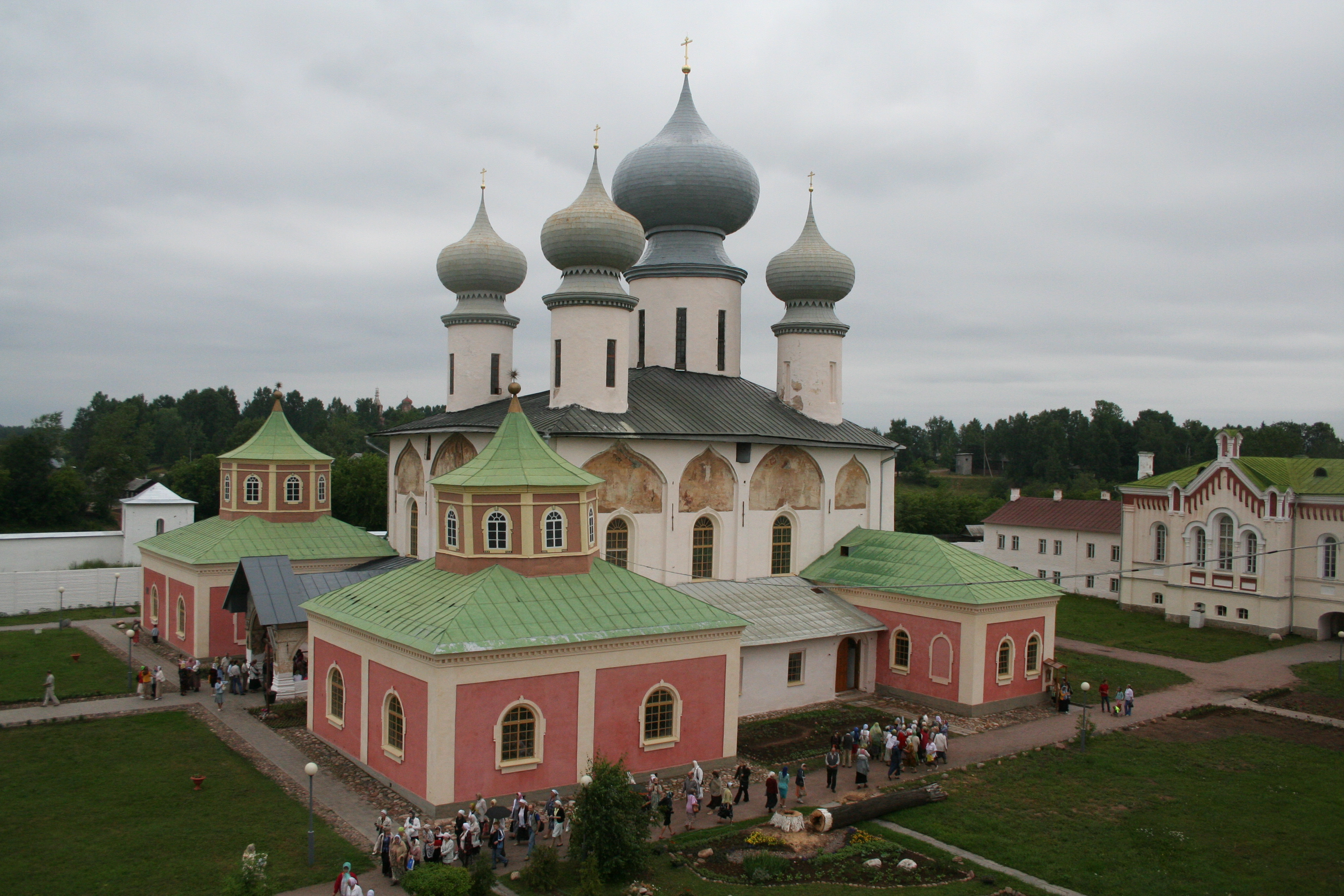
Uspenski-Kathedrale von Tichwin
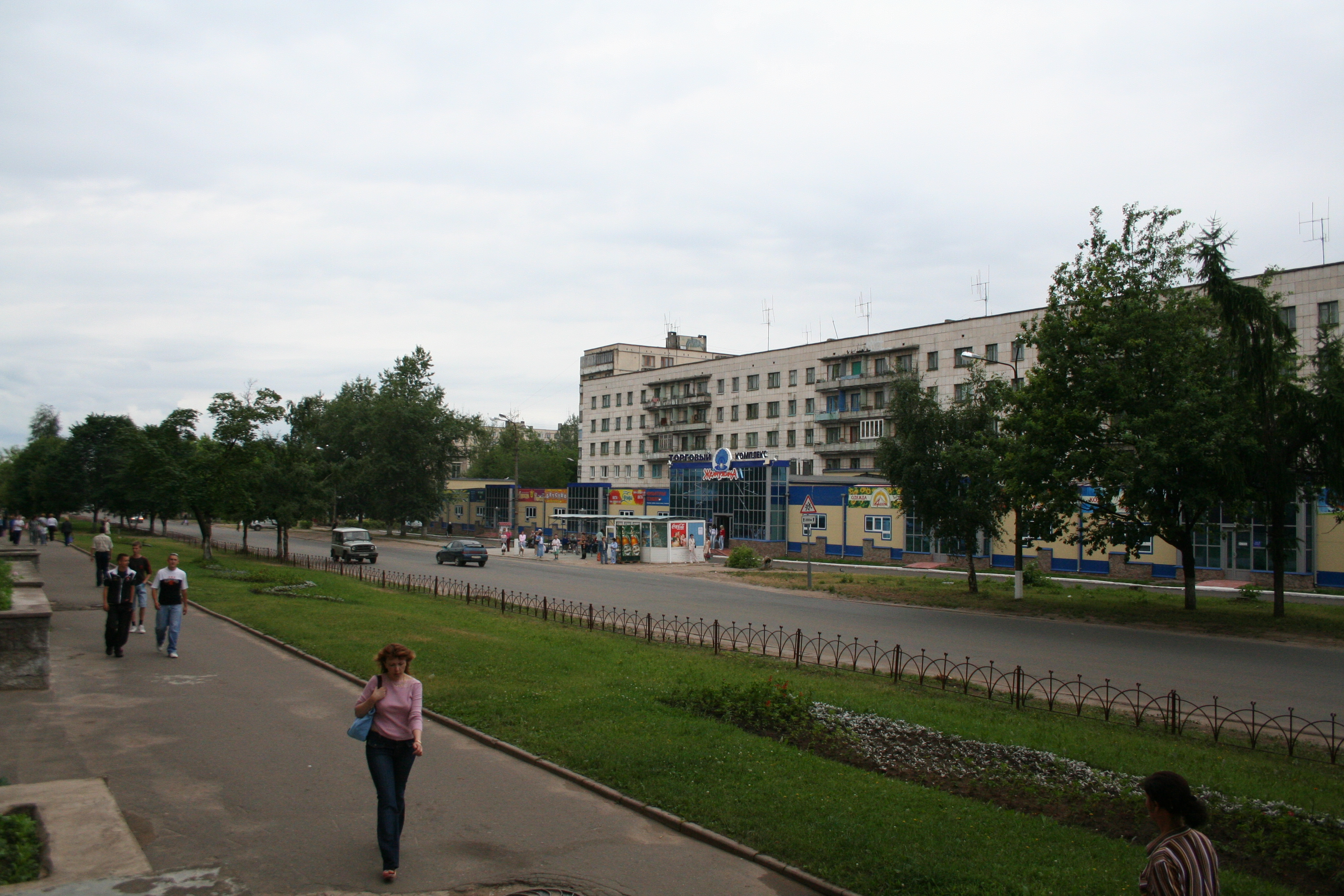
„Karl-Marx-Straße“

### Bevölkerungsentwicklung
| Jahr | Einwohner |
| ---- | --------- |
| 1897 | 6.589     |
| 1926 | 10.269    |
| 1939 | 16.199    |
| 1959 | 18.412    |
| 1970 | 33.971    |
| 1979 | 58.616    |
| 1989 | 71.352    |
| 2002 | 63.338    |
| 2010 | 58.459    |

Anmerkung: Volkszählungsdaten

## Söhne und Töchter der Stadt
- Nikolai Rimski-Korsakow (1844–1908), Komponist
- Natalja Sorokina (* 1982), Biathletin